# Frightful Four
De Frightful Four is een superschurkenteam uit de strips van Marvel Comics. Ze dienen als tegenhangers van de Fantastic Four. Het team werd bedacht door Stan Lee en Jack Kirby.

## Biografie
De Frightful Four verschenen voor het eerst in Fantastic Four #36, bestaande uit Wizard, The Sandman, Paste-Pot Pete en Medusa (die toen aan geheugenverlies leidde). Aanvankelijk waren de schurken bijna succesvol in hun opdracht, en ontnamen ze de Fantastic Four zelfs hun krachten.
Naderhand heeft het team vele ledenwisselingen gekend. Momenteel is het team niet actief.

## Leden
De Frightful Four staan altijd onder leiding van de Wizard. Het team zelf heeft veel veranderingen ondergaan, vooral vanwege onderlinge ruzies tussen de leden. Voormalige teamleden zijn: Trapster, The Sandman, Medusa, Blastaar, Spider-Man (tegen zijn wil), Thundra, Brute (de counter earth versie van Mr. Fantastic), Electro, Llyra, Constrictor, Taskmaster, Deadpool, Man-Bull, Dreadknight, Klaw, Titania, Dragon Man, Hydro-Man, Red Ghost, She-Thing, een alien androïde met de naam Punisher, Salamandra, Cole.

## Andere versies

### Ultimate Frightful Four
In het Ultimate Marvel universum zijn de Frigthful Four zombieversies van de Fantastic Four, afkomstig uit he Marvel Zombies universum. Ze hebben alle krachten van de Fantastic Four, met meer ervaring.

### 1602
In de miniserie Marvel 1602: Fantastick Four komt een team voor genaamd “The Four Who Are Frightful”, bestaande uit alternatieve versies van de originele leden.

### Amalgam comics
In Amalgam Comics worden de Frigthful Four gecombineerd met DC Comics' Fatal Five tot de Frightful Five.

## In andere media
- De Frightful Four deden meet in de Fantastic Four animatieserie uit 1978, waarin het team bestaat uit Wizard, Trapster, Medusa en Sandman.

- De Frightful four doen ook mee in de Fantastic Four animatieserie uit 1994, bestaande uit Wizard, Trapster, Medusa en Hydro-Man.

- De Frightful Four deden mee in de aflevering "Frightful" van de Fantastic Four animatieserie uit 2006. Dit team bestond uit Wizard, Trapster, Klaw en Dragon Man.